# Bonarcado
Bonarcado (Bonàrcado IPA: /boˈnarkado/, in sardo Bonacàtu), è un comune italiano di 1 531 abitanti della provincia di Oristano in Sardegna, nella regione storica del Montiferru.

## Storia
Il fertile suolo vulcanico unito alla presenza dell'acqua hanno fatto sì che la zona attorno a Bonarcado venisse abitata sin da tempi remoti, come testimoniano i numerosi nuraghi. In particolare a Bonarcado si ha la più alta concentrazione in Sardegna del tipo di nuraghe a corridoio. La maggior parte dei nuraghi è sita nell'altopiano verso il vicino comune di Paulilatino: Tzilighertu, Serra Crastula, Iscova era, Campu Iscudu, Sas Losas e Livandru. Non mancano nel territorio le tombe dei giganti, rimaneggiate per vari scopi e in diversi periodi. La presenza romana è attestata dai ritrovamenti, durante i lavori di restauro del santuario di Bonacatu, di un tratto di pavimentazione a mosaico che anticiperebbe quindi la costruzione del santuario stesso di almeno due secoli, portandolo al 400 d.C..

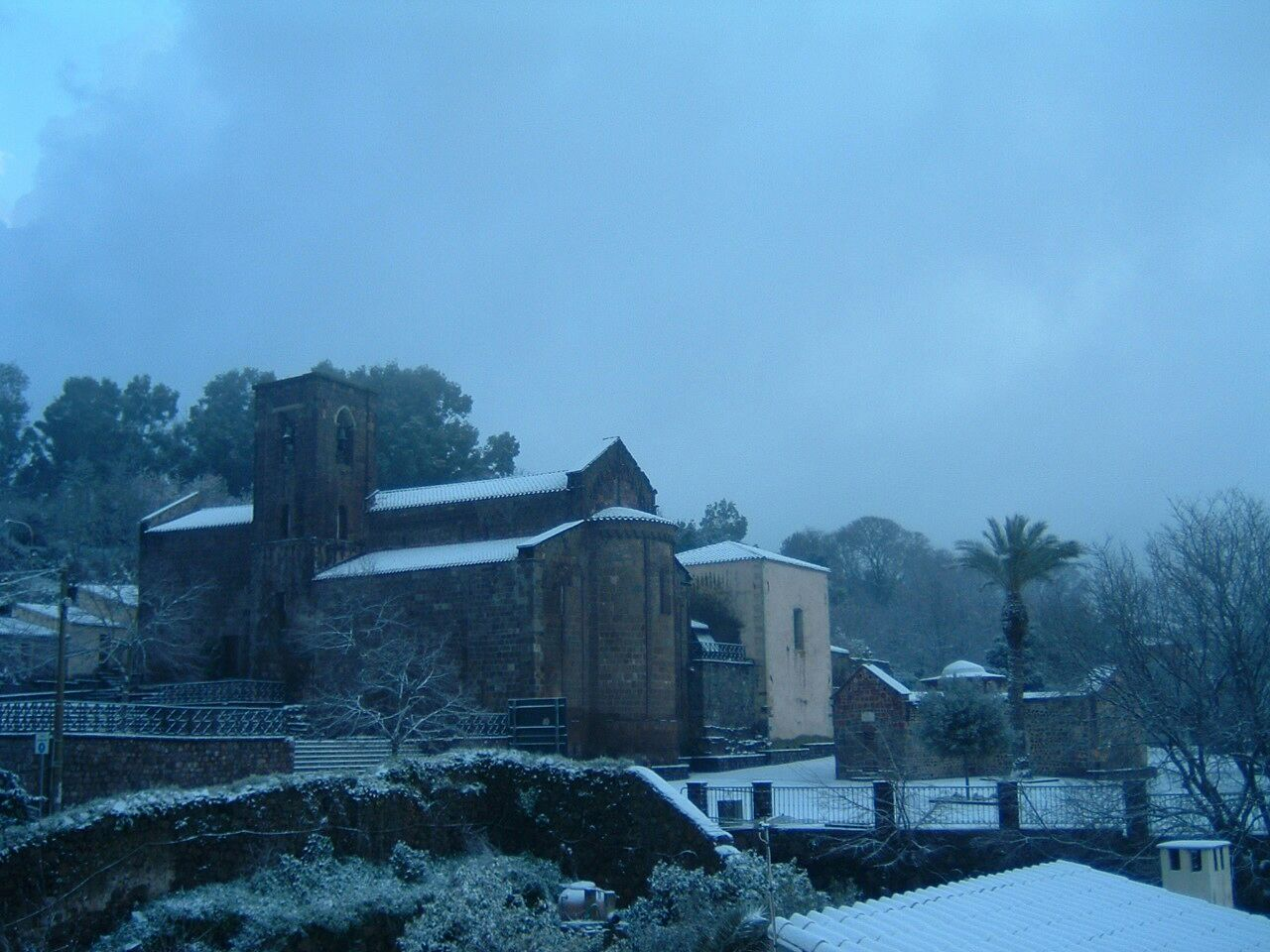
Chiesa di Santa Maria

Il paese ebbe una notevole importanza durante l'alto medioevo. Appartenne al giudicato di Arborea e fece parte della curatoria di Parte Milis. Nel 1147 vi furono fondati per opera del giudice Barisone I un monastero di Camaldolesi e una chiesa, detta di Santa Maria. Alla consacrazione della chiesa, avvenuta lo stesso anno, presenziarono i quattro giudici isolani, l'arcivescovo di Pisa e i prelati della Sardegna. La chiesa ebbe molte donazioni da parte del giudice di Arborea e in essa nel 1237 Pietro II prestò giuramento di fedeltà e vassallaggio al Pontefice. Nel 1253 vi si tenne un sinodo, al quale parteciparono i vescovi sardi e l'abate di Saccargia, e nel 1302 un concilio di vescovi. Il paese andò poi decadendo per la peste che ne decimò la popolazione. Alla caduta del giudicato di Arborea fece parte del marchesato di Oristano, e sconfitti definitivamente gli Arborensi (1478) divenne un feudo sotto gli Aragonesi. Nel XVIII secolo fu incorporato nel marchesato di Arcais, feudo dei Flores Nurra, ai quali fu riscattato nel 1839 con l'abolizione del sistema feudale, per divenire un comune autonomo amministrato da un sindaco e da un consiglio comunale.

### Simboli
Lo stemma e il gonfalone del comune di Bonarcado sono stati concessi con decreto del presidente della Repubblica del 29 luglio 2010.
Il gonfalone è un drappo di giallo.

## Monumenti e luoghi d'interesse

### Architetture religiose

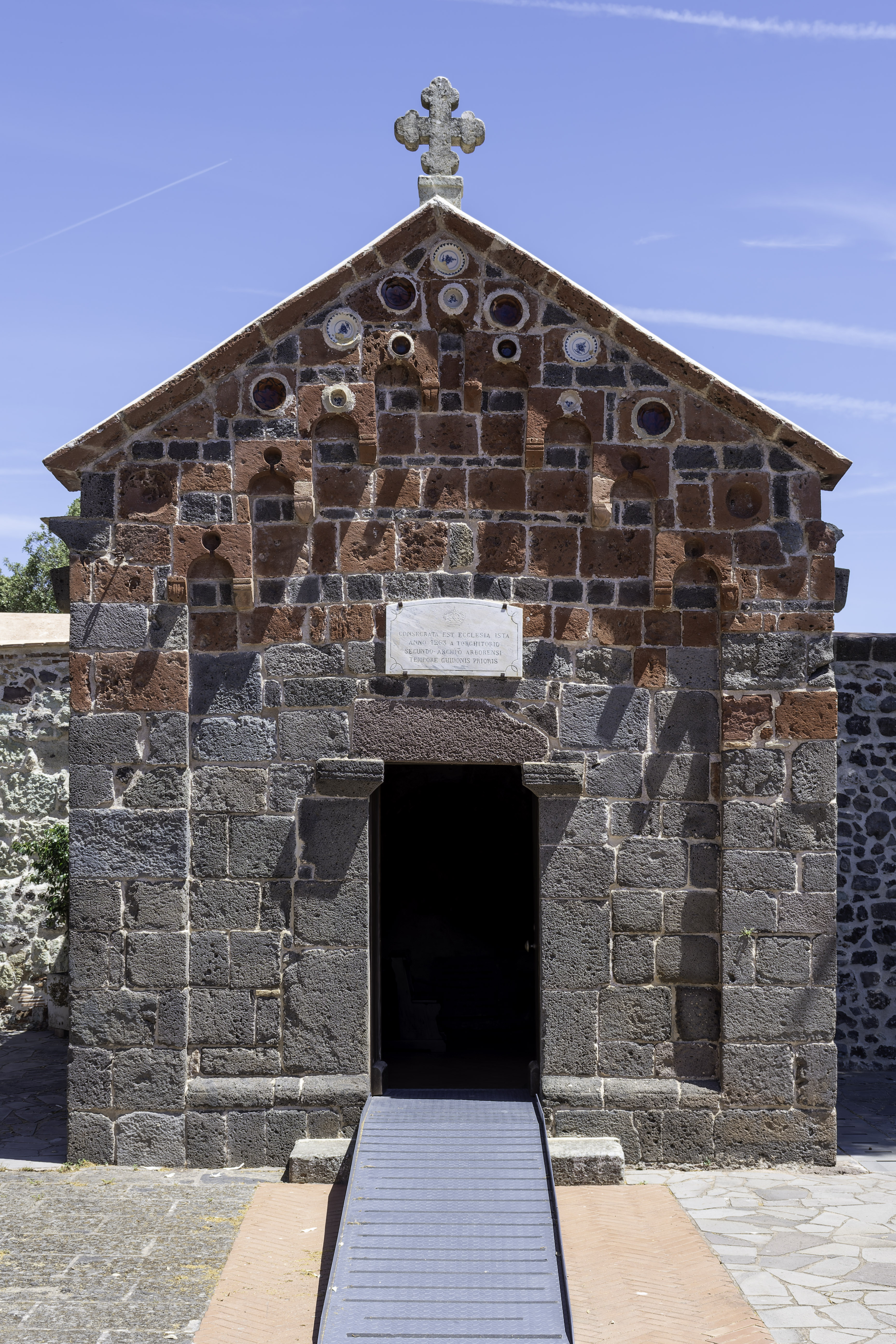
Santuario di Nostra Signora di Bonacattu

- Santuario di Nostra Signora di Bonacattu
- Basilica di Santa Maria, costruzione romanica conclusa nel 1146 e parzialmente rimaneggiata nella metà del secolo successivo da un gruppo di lavoratori arabi provenienti dalla Spagna. Nel 1700 la chiesa venne ampliata realizzando una seconda navata e alcune cappelle.[5] Nel giugno del 2011 è stata elevata alla dignità di basilica minore;[6]

## Società

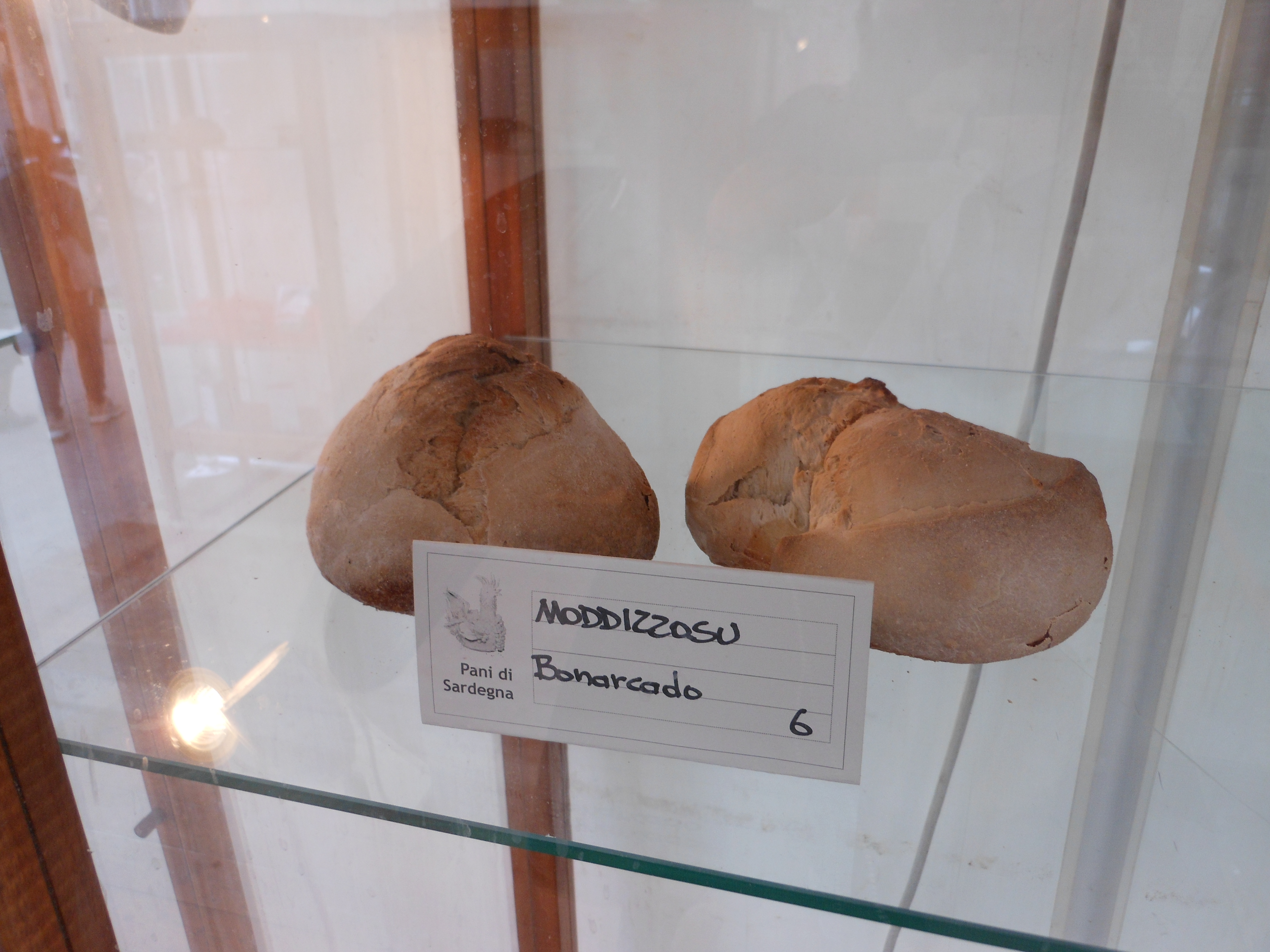
Il moddizzosu, pane tradizionale di Bonarcado

### Evoluzione demografica
Abitanti censiti

### Lingue e dialetti
Bonarcado è un piccolo paese della regione Sardegna in cui, nella lingua parlata, prevale spesso l'uso della varietà locale del sardo sull'italiano. L'amministrazione comunale, sensibile alle questioni inerenti alla propria identità storico-culturale, ha aderito già dal 2004 a un progetto regionale che, facendo riferimento alla normativa per la tutela del sardo, si propone di creare nelle varie comunità aderenti uno strumento che andasse a incidere concretamente sulla controversa tematica della lingua sarda e sulla sua diffusione ai diversi livelli sociali e generazionali. La variante del sardo parlata a Bonarcado è riconducibile alla Limba de mesania.